# Écoche
Écoche ist eine französische Gemeinde mit 515 Einwohnern (Stand 1. Januar 2022) im Département Loire in der Region Auvergne-Rhône-Alpes (vor 2016 Rhône-Alpes). Sie gehört zum Arrondissement Roanne und zum Kanton Charlieu.

## Geografie
Die Gemeinde Écoche liegt an der Grenze zum Département Saône-et-Loire und zum Département Rhône, etwa 23 Kilometer nordöstlich von Roanne. Umgeben wird Écoche von den Nachbargemeinden Coublanc im Nordwesten und Norden, Saint-Igny-de-Roche im Norden, Belmont-de-la-Loire im Osten, Cours im Südosten, Le Cergne im Süden, Arcinges im Süden und Südwesten sowie Mars im Westen.

## Bevölkerungsentwicklung
| Jahr                       | 1962 | 1968 | 1975 | 1982 | 1990 | 1999 | 2006 | 2013 | 2022 |
| Einwohner                  | 402  | 345  | 308  | 353  | 371  | 413  | 506  | 560  | 515  |
| Quellen: Cassini und INSEE |      |      |      |      |      |      |      |      |      |

## Sehenswürdigkeiten

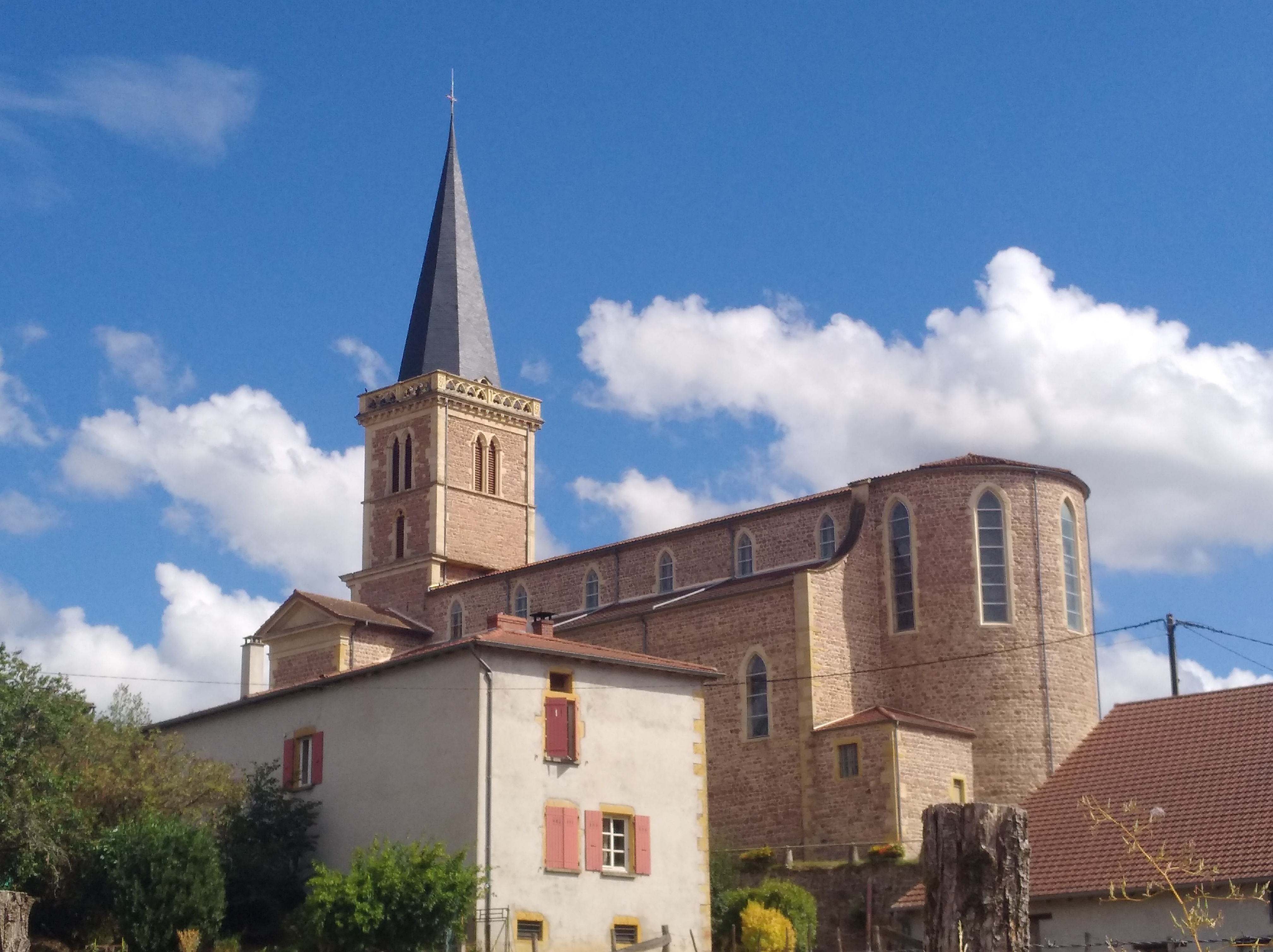
Kirche Saint-Bonnet
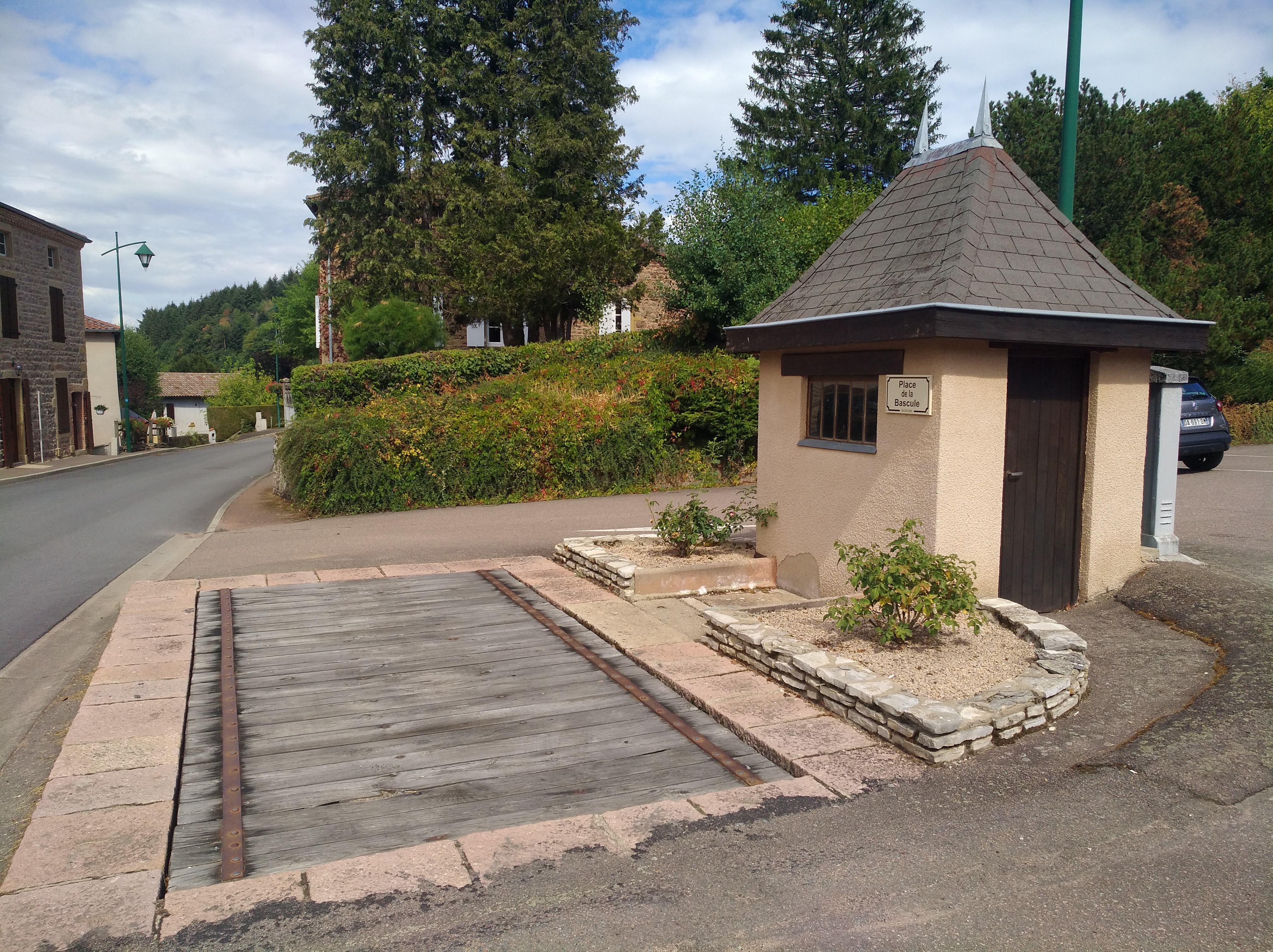
Öffentliche Waage
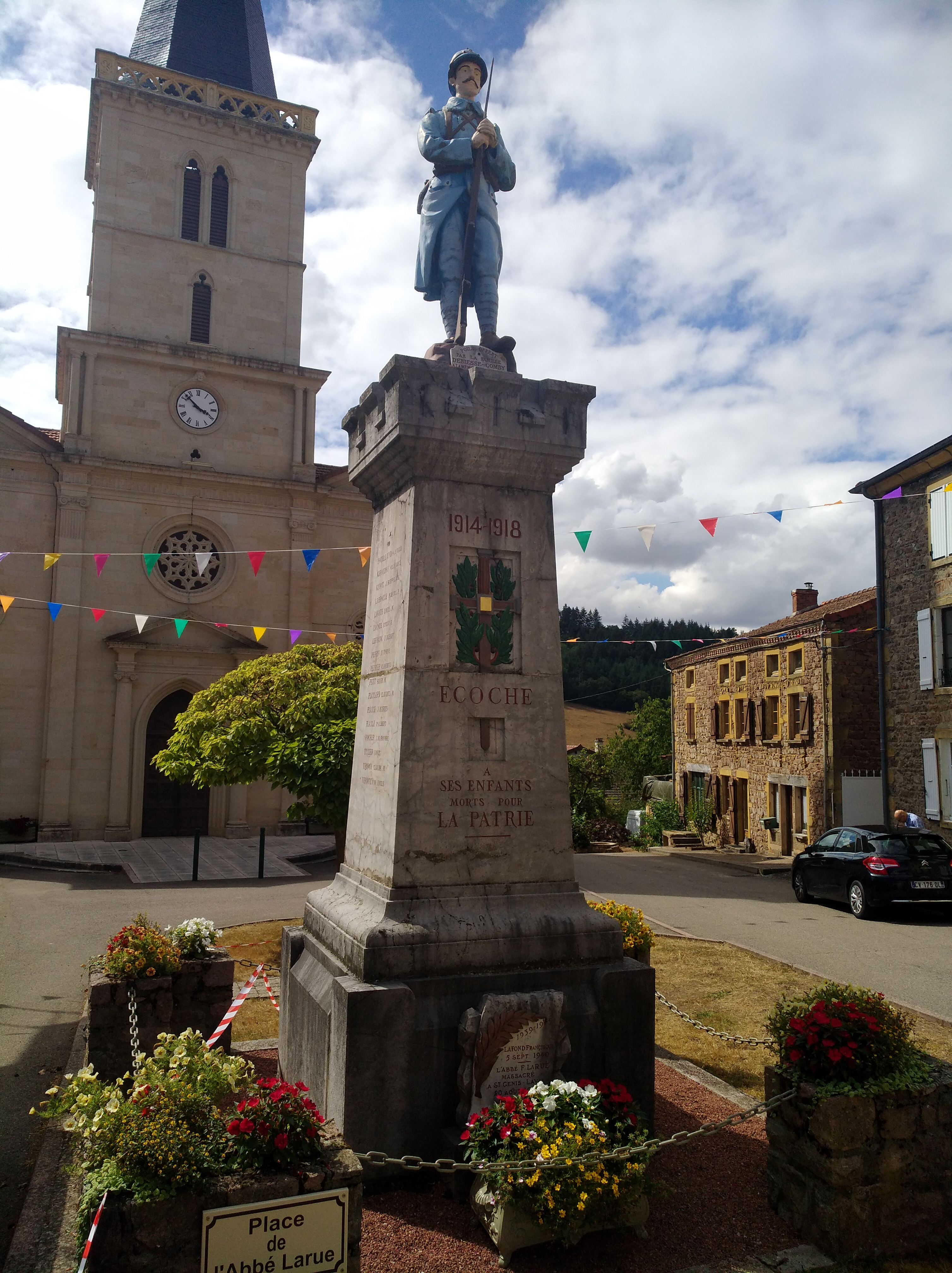
Gefallenendenkmal

- Kirche Saint-Bonnet
- Öffentliche Waage
- Gefallenendenkmal